# Atolmis flavicollis
Atolmis flavicollis är en fjärilsart som beskrevs av Neub. Atolmis flavicollis ingår i släktet Atolmis och familjen björnspinnare. Inga underarter finns listade i Catalogue of Life.